# Kościół farny w Schwanenstadt
Kościół farny św. Michała Archanioła (niem. Stadtpfarrkirche Hl. Erzengel Michael), znany również jako Dom an der Ager – rzymskokatolicka świątynia znajdująca się w austriackim mieście Schwanenstadt.

## Historia
Data budowy pierwszego kościoła w mieście jest nieznana, gdyż wszystkie archiwa zostały zniszczone podczas pożaru plebanii 8 października 1814. Kamień węgielny pod budowę obecnej świątyni położono 16 września 1900, a 19 lipca 1902 konsekrował ją bp Franz von Sales Maria Doppelbauer. Z poprzedniej budowli zachowała się wieża, którą podwyższono z 47 m do 77,8 m. W 1905 zainstalowano organy z warsztatu Josefa Maurachera, a 22 listopada 1906 poświęcono ołtarz główny. We wnętrzu ustawiono również późnogotycką figurę Madonny z 1470 roku.

## Architektura
Świątynia neogotycka, trójnawowa, o układzie halowym. Wzniesiona według projektu Matthäusa Schlagera jest jedną z niewielu neogotyckich budowli tego architekta i zarazem jedną z najmłodszych świątyń w diecezji reprezentujących ten styl. Może pomieścić do 1500 wiernych.

## Dzwony
Pierwszy komplet dzwonów został zniszczony podczas I wojny światowej. Zastąpiły go dzwony stalowe, odlane w roku 1920. Z powodu słabej jakości zostały one w 1977 wymienione na pięć nowych instrumentów, wykonanych w ludwisarni Rudolfa Pernera w Pasawie.
| Nr | Imię             | Waga    | Ton       |
| -- | ---------------- | ------- | --------- |
| 1  | Michał Archanioł | 1850 kg | cis'/des' |
| 2  | Maria            | 1500 kg | dis'/es'  |
| 3  | św. Leopold      | 850 kg  | f'        |
| 4  | św. Florian      | 500 kg  | gis'/as'  |
| 5  | św. Józef        | 400 kg  | ais'/b'   |

## Galeria

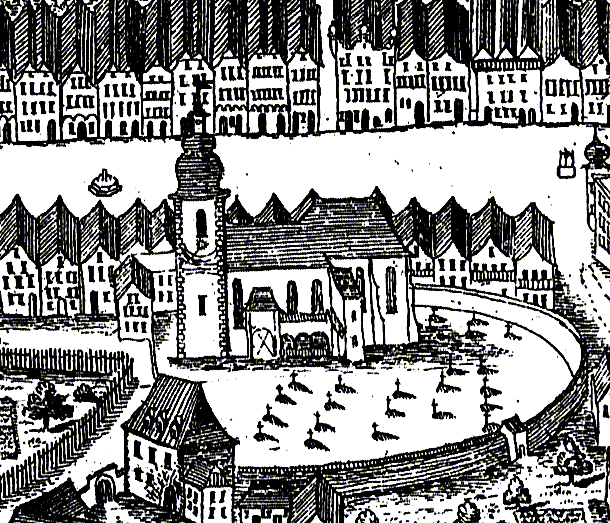
Kościół w 1674
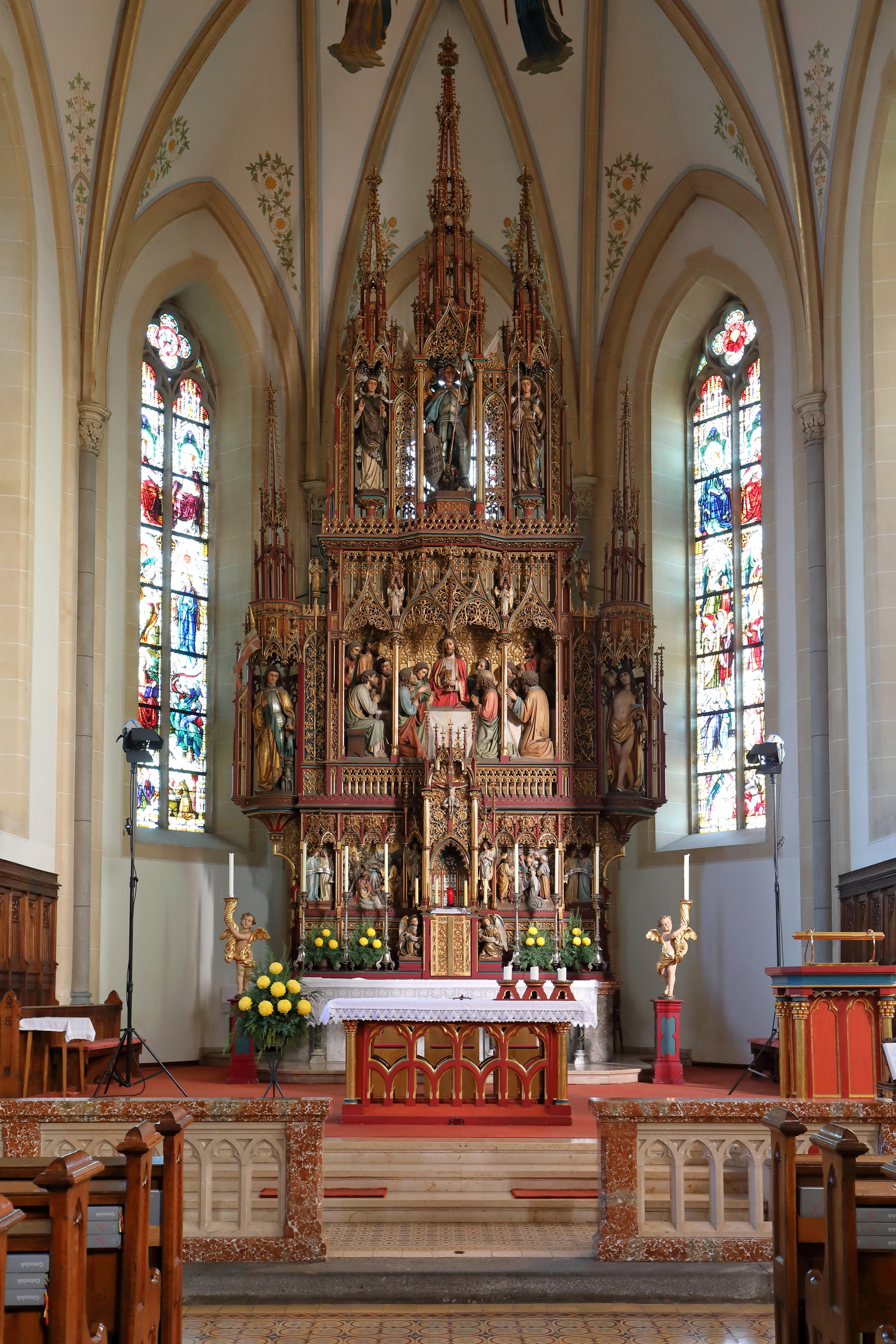
Ołtarz główny
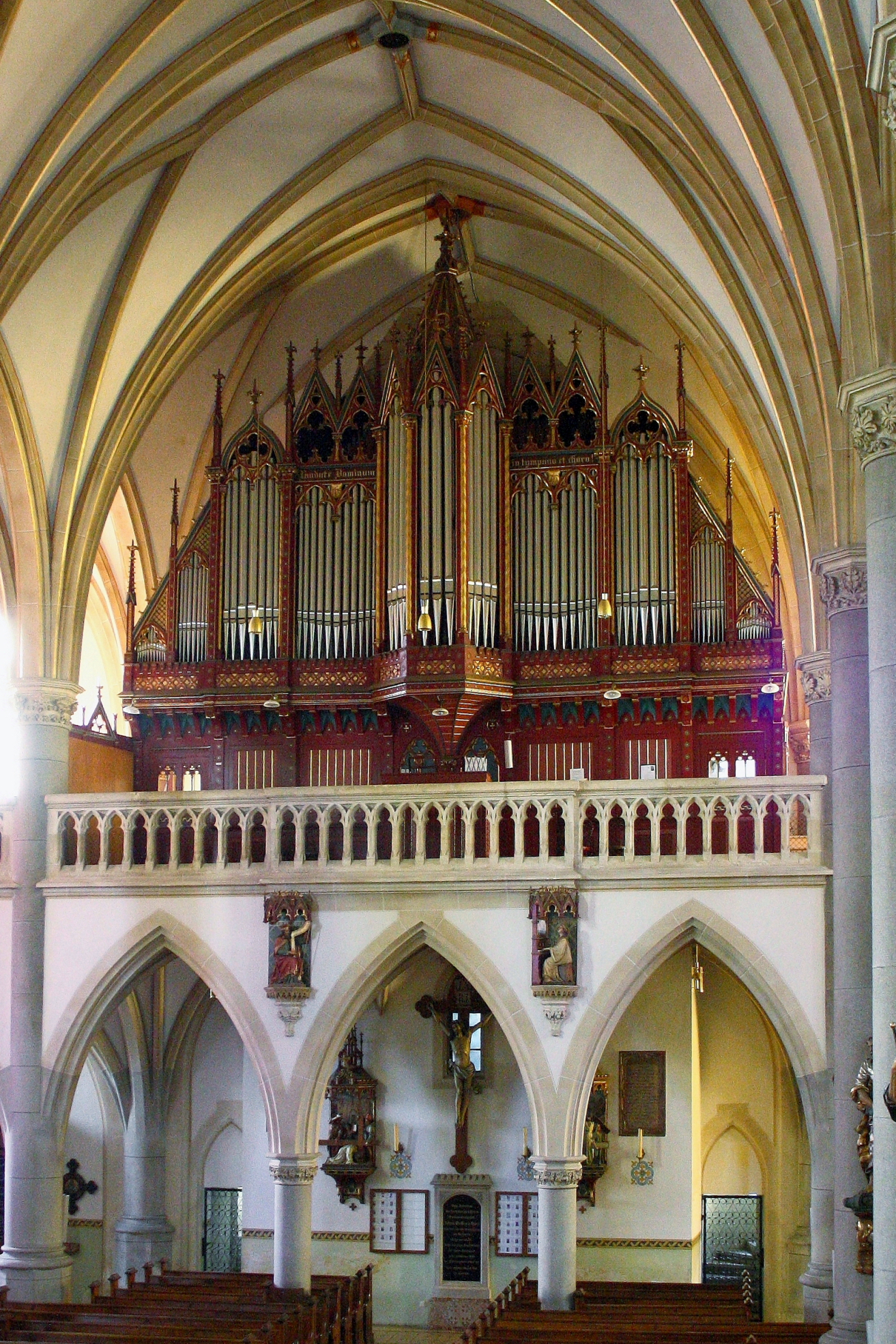
Organy